# Faramea sessiliflora
Faramea sessiliflora är en måreväxtart som beskrevs av Jean Baptiste Christophe Fusée Aublet. Faramea sessiliflora ingår i släktet Faramea och familjen måreväxter. Inga underarter finns listade i Catalogue of Life.